# Завій (Польща)
Завій (Завої, Завій, пол. Zawój) — старовинне село на Лемківщині, знищене Польщею під час злочинної акції "Вісла"  1947. Знаходилося  у гміні Тісна Ліського повіту Підкарпатського воєводства. Одне із ліквідованих сіл на прадавній етнічній українській території.

## Розташування
Розташоване в гірському пасмі Бескидів, недалеко від кордону зі Словаччиною і Україною. Село лежало на лівому березі річки Ветліна, у підніжжі пагорба Перешліба.

## Історія

### Давні часи
Перша згадка про село — в документі 1552 року, як власність роду Балів на волоському праві. Під час шведської навали село було практично знищене (залишився 1 дім). Згодом село відбудовується.
До 1772 року село входило до складу Сяноцької землі Руського воєводства Речі Посполитої. З 1772 до 1914 року — у межах Ліського повіту Королівства Галичини та Володимирії монархії Габсбургів (з 1867 року Австро-Угорщини). З 1914 до 1939 років — Ліський повіт Львівського воєводства Польської Республіки (з 1934 по 1939 роки — гміна Тісна).
На 1787 рік з австрійських кадастрових документів відомі наступні прізвища жителів села: Антончат (Antonchat) (3 родини), Бурик (Buryk), Галко (Galko) (2 родини), Горейко (Horeyko), Жова (Zowa), Коваль (Koval), Копчак (Kopchak) (2 родини), Косцьо (Kosts'o), Лисиця (Lysytsja) (2 родини), Марховлят (Markhovljat) (4 родини), Масим (Masym) (2 родини), Палюх (Paljukh) (3 родини), Пухляк (Pukhljak), Роман (Roman) (2 родини), Солтис (Soltis) (2 родини), Сорочинський (Śorochyns'kyj), Юрак (Jurak) (2 родини). На 1785 рік селу було відведено 5.95 кв км угідь. Населення — 99 греко-католиків і 4 римо-католики.
Кількість вірних:
1840–139 греко-катол.,
1859–121 греко-катол.,
1879–145 греко-катол.,
1899–125 греко-катол.,
1926–205 греко-катол.,
1936–263 греко-катол.

### Церква
За часів І Речі Посполитої церква в с. Завій була філіальна і належала до парафії села Луг (імовірно, ще у 1767 році). Після ліквідації цієї парафії близько 1780 року паства перейшла до парафії села Явірець.
У 1860 році в селі побудовано філіальну церкву святого Архангела Михайла. Належала до парафії в с. Явірець (деканат Балигородський, з 1924 року — деканат Тіснянський), мала іконостас. Біля церкви стояла дерев'яна дзвіниця з трьома дзвонами з іменами Дмитро, Михайло і Василь. Дзвони було передано паном Іваном Гомієм. Була спалена у 1945 році польськими вояками.

### Новітні часи

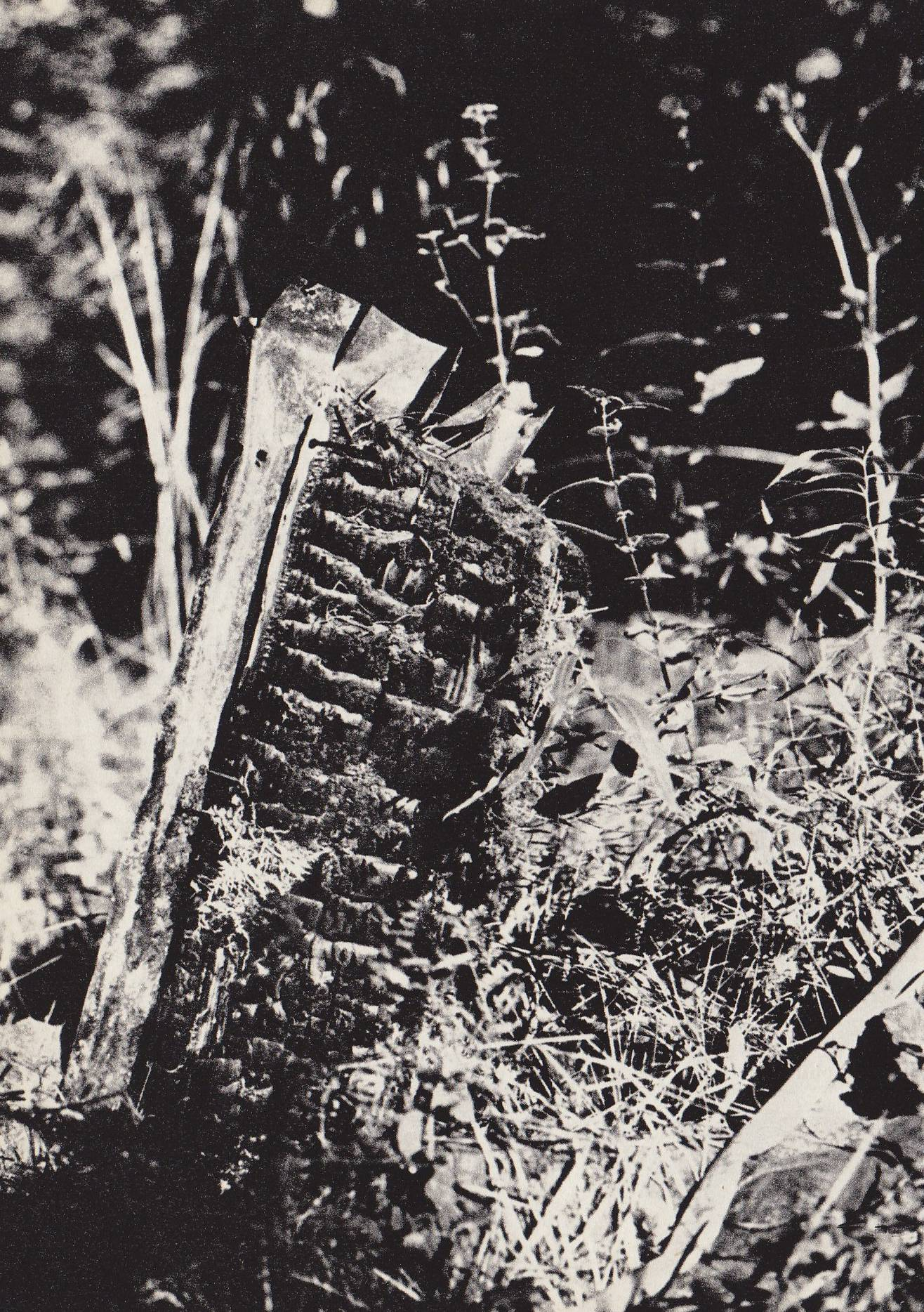
Обгорені рештки будівель села, фото 1968 р.

У 1899 році частина (401 га) земельних угідь належала Грицю Солану (Hryc Solan). Село належало до власності громади.
У 1939 році в селі мешкало 290 осіб (280 українців і 10 євреїв).
У 1943 році в селі мешкало 284 особи. Після примусового переселення українців до СРСР у 1945 році і на Північ Польщі у 1947 році село знелюдніло і перестало існувати, будівлі разом із церквою спалені.

## Сучасність
До наших часів дійшли залишки цвинтаря з двома надгробками і старою шестиметровою липою. 2004 року встановлено пам'ятний хрест. Також на місці колишнього поселення є інформація про коротку історію села й укриття від дощу, розташоване при старій дорозі, що веде до переправи через річку.